# 462-га фольксгренадерська дивізія (Третій Рейх)
462-га фольксгренадерська дивізія (Третій Рейх) (нім. 462. Volksgrenadier-Division) — піхотна дивізія народного ополчення (фольксгренадери), що входила до складу німецьких сухопутних військ у роки Другої світової війни.

## Історія з'єднання
462-га фольксгренадерська дивізія була сформована шляхом перейменування 462-ї піхотної дивізії, що зазнала значних втрат під час битви за Мец. На початку листопада 1944 року під командуванням генерал-лейтенанта Фолльрата Люббе дивізія, за винятком 1216-го гренадерського полку, який був переданий до 19-ї фольксгренадерської дивізії, захищала місто Мец від наступу 3-ї американської армії генерала Паттона. На цьому етапі війни дивізія нараховувала 7 тис. осіб особового складу. Вона здала місто 28 листопада, втративши під час облоги двох командирів; у Люббе стався інсульт, а генерал-майор Генріх Кіттель, який його замінив, був поранений під час бою 22 листопада.
Командний пункт дивізії у місті проіснував до 21 листопада. Фортеці, що оборонялися німецькими військами: «Гезелер», «Принц Август Вюртемберзький», «Кронпринц», «Імператриця», «Фрідріх Карл» і «Альвенслебен». Коли запаси там закінчилися, «Гезелер» здався 26 листопада, «Принц Август Вюртемберзький» — 29 листопада, «Альвенслебен» — 6 грудня і «Фрідріх Карл» 7 грудня з 600 голодуючими чоловіками. 8 грудня залишився екіпаж фортеці «Кронпринц» (гарнізон від 1217-го гренадерського полку) здався, і, нарешті, 13 грудня 1944 року капітулювала фортеця «Імператриця». На цьому коротка історія існування 462-ї фольксгренадерської дивізії закінчилася, а її залишки потрапили в американський полон. Наказом від 5 грудня 1944 р. (№ I/20998/44) 462-га фольксгренадерська дивізія була офіційно розформована.
Понад 1000 чоловіків уникнули полону завдяки тому, що їх евакуювали як поранених безпосередньо перед падінням Меца.

## Райони бойових дій
- Франція (листопад — грудень 1944)

## Командування

### Командири
- генерал-лейтенант Фолльрат Люббе (листопад 1944)
- генерал-лейтенант Генріх Кіттель (14 — 22 листопада 1944)
- оберст Йоахім Вагнер (нім. Joachim Wagner) (22 листопада — 5 грудня 1944)

### Підпорядкованість
| Час     | Корпус    | Армія | Група армій (округ) | Штаб |
| ------- | --------- | ----- | ------------------- | ---- |
| 1944    |           |       |                     |      |
| жовтень | LXXXII ак | 1 А   | Група армій «G»     | Мец  |

### Склад
| 1944                                   |
| -------------------------------------- |
| 1215-й гренадерський полк              |
| 1216-й гренадерський полк              |
| 1217-й гренадерський полк              |
| 1462-й протитанковий батальйон         |
| 462-га дивізійна фузилерна рота        |
| 462-й інженерний батальйон             |
| 462-й запасний батальйон               |
| 462-га дивізійна рота зв'язку          |
| 462-ге дивізійне управління постачання |